# Lea Ypi

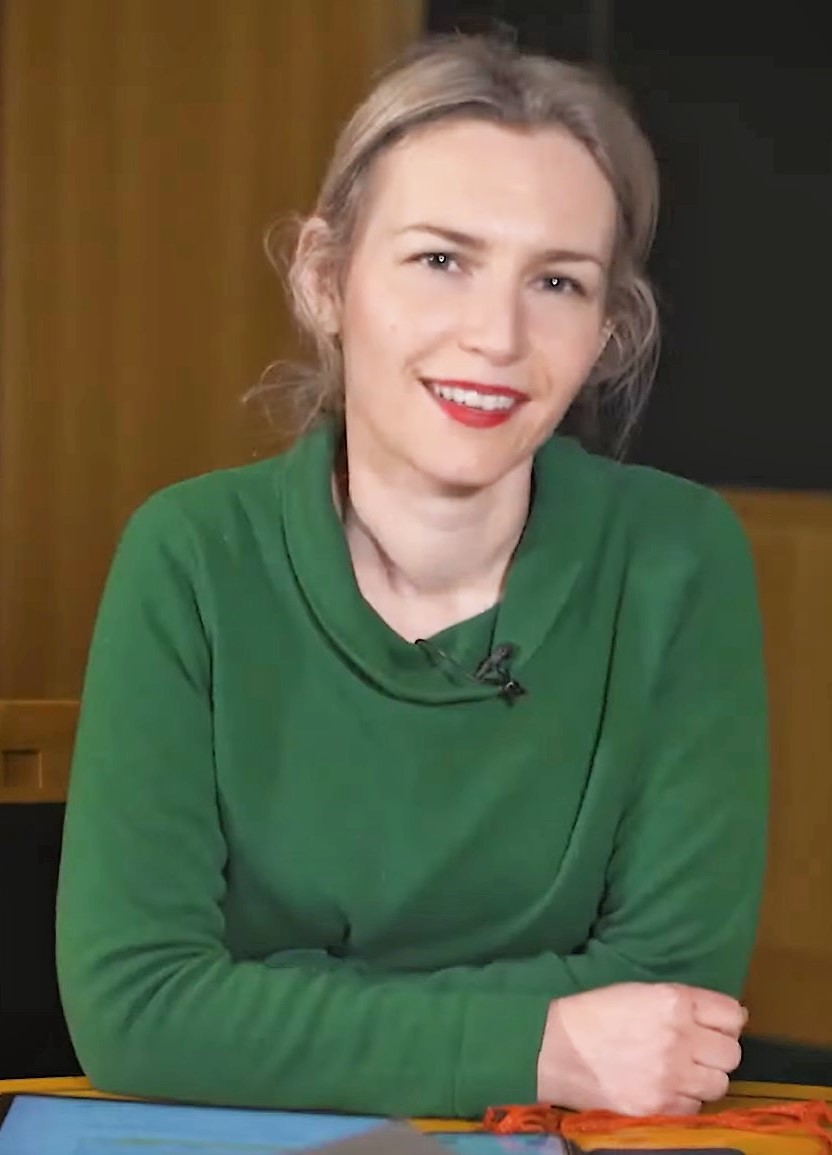
Lea Ypi 2022

Lea Leman Ypi (* 8. September 1979 in Tirana) ist eine albanisch-britische Politikwissenschaftlerin und Philosophin. Sie ist Professorin für politische Theorie an der London School of Economics.

## Leben
Im sozialistischen Albanien galt die Familie von Lea Ypi aufgrund ihrer bürgerlichen und feudalen Vorfahren – ihr Urgroßvater war der Ministerpräsident Xhafer Ypi – als Klassenfeind und wurde durch die regierende Partei der Arbeit bekämpft. Großeltern und Vater waren politische Häftlinge. 
In Durrës, wo sie aufwuchs, besuchte sie nach dem Umbruch die Mittelschule, während ihre Mutter eine nationale Frauenorganisation leitete und ihr Vater zum Direktor des größten Hafens des Landes wurde. 1997 verlor die Familie in Pyramidensystemen ihre ganzen Ersparnisse, der Lotterieaufstand riss die Familie auseinander.
Ypi studierte an der Universität La Sapienza in Rom, wo sie 2002 in Philosophie und 2004 in Literatur und Journalismus (laurea)  abschloss. Danach setzte sie ihre Ausbildung am Europäischen Hochschulinstitut in Fiesole fort, wo sie 2005 den Master of Research und 2008 einen Ph.D. erlangte.
In der Folge war sie Tutorin für Politik am Worcester College an der University of Oxford und Research Fellow am Nuffield College.
Ab 2011 war Lea Ypi außerordentliche Professorin an der Australian National University in Canberra. 2013 wurde sie an der London School of Economics in den Tenure-Track aufgenommen, seit 2016 ist sie dort Professorin. Als Gastdozentin unterrichtete sie unter anderem an der Freien Universität Berlin, an der Stanford University, am Wissenschaftskolleg zu Berlin, am Sciences Po, an der Universität Frankfurt und am Wissenschaftszentrum Berlin für Sozialforschung. 2022 war sie am The New Institute in Hamburg zur Zukunft der Demokratie beschäftigt.
2020 wurde sie zum Mitglied der Academia Europaea gewählt, 2024 zum Mitglied der British Academy.
Ypi ist verheiratet und hat drei Kinder. Sie lebt in London. 2020 erhielt sie die britische Staatsangehörigkeit.

## Werk
Ypis Forschungsgebiet sind die Grundlagen der politischen Philosophie wie Demokratie, Rechtstheorien, Fragen der Migration sowie Fragen von Territorialrechten, politische Ideen der Aufklärung (insbesondere Kant), der Marxismus und die Kritische Theorie. Einen weiteren Fokus legt sie auf die Geistesgeschichte des Balkans und dort insbesondere Albaniens.
2021 erschien ihr in englischer Sprache geschriebenes autobiographisches Buch Free: Coming of Age at the End of History (deutsch: Frei. Erwachsenwerden am Ende der Geschichte), in dem sie über ihre Jugend im sozialistischen Albanien und während der Transformationszeit nach 1991 erzählt. Das Buch wurde gut aufgenommen und kam auf die Shortlist zum Baillie Gifford Prize für Sachbücher und zum Costa Prize für Biographien. 2022 gewann das Buch den Ondaatje Prize der Royal Society of Literature. Die Sunday Times erklärte es zu den Memoiren des Jahres, mehrere andere wichtige Zeitungen und Zeitschriften zum Buch des Jahres. Auf BBC Radio 4 wurde es als Buch der Woche vorgestellt.

„Die aussergewöhnliche Lebensgeschichte hat ihr das Rüstzeug gegeben, zu einer der prominentesten politischen Philosophinnen im englischsprachigen Raum zu werden.“

Ypi übersetzte das Buch selbst ins Albanische.
Im Jahr 2024 wurde das Buch am Theater Bremen unter der Regie von Armin Petras für die Bühne adaptiert. Die Inszenierung konzentrierte sich auf Ypis Kindheit im spätstalinistischen Albanien; die Rolle der jungen Lea Ypi wurde von Sofia Iordanskaya gespielt, die laut Rezensionen die Gratwanderung zwischen kindlicher Naivität, Aufbegehren und Indoktrination durch das stalinistische Schulsystem meisterte. Die Bühnenfassung wurde jedoch auch dafür kritisiert, die Schärfe des Buches abzumildern, indem Schlüsselszenen verkürzt oder verfremdet dargestellt wurden, wie etwa der Streit um eine Cola-Dose, die im Buch als Symbol für den Einfluss des Westens dient.

## Schriften
Ypi schreibt regelmäßig Artikel für den Guardian über gesellschaftspolitische Themen.
- mit Jonathan White: The Meaning of Partisanship. Oxford University Press, Oxford 2016, ISBN 978-0-19-968417-5.
- Global Justice and Avant-Garde Political Agency. Oxford University Press, Oxford 2012, ISBN 978-0-19-879866-8.
- “Brought to Life by the Idealists, Preserved by Blind Circumstance, Killed by Politicians”: Dilemmas of Nation-Building in Albanian Political Thought, 1920–1928. In: East Central Europe. Nr. 39. Leiden 2012, S. 304–330, doi:10.1163/18763308-03903013.
- mit Katrin Flikschuh (Hrsg.): Kant and Colonialism: Historical and Critical Perspectives. Oxford University Press, Oxford 2014, ISBN 978-0-19-966962-2.
- mit Sarah Fine (Hrsg.): Migration in Political Theory: The Ethics of Movement and Membership. Oxford University Press, Oxford 2016, ISBN 978-0-19-884308-5.
- Free: Coming of Age at the End of History. Penguin, London 2021, ISBN 978-0-14-199510-6.
  - Frei. Erwachsenwerden am Ende der Geschichte. Suhrkamp, Berlin 2022, ISBN 978-3-518-43034-7 (übersetzt von Eva Bonné).
- The Architectonic of Reason: Purposiveness and Systematic Unity in Kant's Critique of Pure Reason. Oxford University Press, Oxford 2021, ISBN 978-0-19-874852-6.
  - Die Architektonik der Vernunft. Zweckmäßigkeit und systematische Einheit in Kants »Kritik der reinen Vernunft«. Suhrkamp, Berlin 2024, ISBN 978-3-518-30038-1 (übersetzt von Antonia Grunert).